# Danh sách đĩa nhạc của Jason Mraz
Dưới đây là danh sách đĩa nhạc của Jason Mraz, nam ca sĩ/nhạc sĩ người Mỹ, bao gồm 4 album phòng thu, 5 album thu trực tiếp, 1 album video, 13 đĩa mở rộng, 13 đĩa đơn, 4 đĩa đơn quảng bá và 12 video âm nhạc.

## Album

### Album phòng thu
| Tên                                                                           | Chi tiết                                                                                   | Vị trí xếp hạng cao nhất | Vị trí xếp hạng cao nhất | Vị trí xếp hạng cao nhất | Vị trí xếp hạng cao nhất | Vị trí xếp hạng cao nhất | Vị trí xếp hạng cao nhất | Vị trí xếp hạng cao nhất | Vị trí xếp hạng cao nhất | Vị trí xếp hạng cao nhất | Vị trí xếp hạng cao nhất | Chứng nhận |
| Tên                                                                           | Chi tiết                                                                                   | Mỹ                       | Úc                       | Áo                       | Canada                   | Đức                      | Hà Lan                   | New Zealand              | Thụy Điển                | Thụy Sĩ                  | Anh                      | Chứng nhận |
| ----------------------------------------------------------------------------- | ------------------------------------------------------------------------------------------ | ------------------------ | ------------------------ | ------------------------ | ------------------------ | ------------------------ | ------------------------ | ------------------------ | ------------------------ | ------------------------ | ------------------------ | --- |
| Waiting for My Rocket to Come                                                 | - Phát hành: 15 tháng 10 năm 2002 - Hãng đĩa: Elektra - Định dạng: CD, LP                  | 55                       | 61                       | —                        | —                        | —                        | —                        | 35                       | —                        | —                        | —                        | - Mỹ: Bạch kim                                                                                                   |
| Mr. A–Z                                                                       | - Phát hành: 26 tháng 7 năm 2005 - Hãng đĩa: Atlantic - Định dạng: CD, LP, tải kĩ thuật số | 5                        | —                        | —                        | —                        | —                        | —                        | —                        | —                        | —                        | —                        | |
| We Sing. We Dance. We Steal Things.                                           | - Phát hành: 13 tháng 5 năm 2008 - Hãng đĩa: Atlantic - Định dạng: CD, LP, tải kĩ thuật số | 3                        | 3                        | 4                        | 3                        | 14                       | 6                        | 5                        | 5                        | 12                       | 8                        | - Mỹ: Bạch kim - Úc: 2× Bạch kim - Anh: Vàng - Đức: Vàng - Thụy Điển: Vàng - Thụy Sĩ: Vàng - Candda: 2× Bạch kim |
| Love Is a Four Letter Word                                                    | - Phát hành: 13 tháng 4 năm 2012 - Hãng đĩa: Atlantic - Định dạng: CD, tải kĩ thuật số     | 2                        | 23                       | 6                        | 1                        | 12                       | 2                        | 25                       | —                        | 4                        | 2                        | - Candda: Vàng                                                                                                   |
| "—" Album không có mặt trên bảng xếp hạng hoặc không phát hành ở quốc gia đó. |                                                                                            |                          |                          |                          |                          |                          |                          |                          |                          |                          |                          | |

### Album thu trực tiếp
| Tên                                                                                               | Chi tiết                                                                               | Vị trí xếp hạng cao nhất | Vị trí xếp hạng cao nhất | Vị trí xếp hạng cao nhất | Vị trí xếp hạng cao nhất | Vị trí xếp hạng cao nhất |
| Tên                                                                                               | Chi tiết                                                                               | Mỹ                       | Bỉ                       | Tây Ban Nha              | Pháp                     | Hà Lan                   |
| ------------------------------------------------------------------------------------------------- | -------------------------------------------------------------------------------------- | ------------------------ | ------------------------ | ------------------------ | ------------------------ | ------------------------ |
| Live at Java Joe's                                                                                | - Phát hành: 30 tháng 8 năm 2001 - Định dạng: CD                                       | —                        | —                        | —                        | —                        | —                        |
| Sold Out (In Stereo)                                                                              | - Phát hành: 21 tháng 3 năm 2002 - Định dạng: CD                                       | —                        | —                        | —                        | —                        | —                        |
| Tonight, Not Again: Jason Mraz Live at the Eagles Ballroom                                        | - Phát hành: 24 tháng 8 năm 2004 - Hãng đĩa: Elektra - Định dạng: CD, tải kĩ thuật số  | 49                       | —                        | —                        | —                        | —                        |
| Selections for Friends – Live from: Schubas Tavern, Chicago, Montalvo Winery, Saratoga California | - Phát hành: 13 tháng 2 năm 2007 - Hãng đĩa: Atlantic - Định dạng: Tải kĩ thuật số     | —                        | —                        | —                        | —                        | —                        |
| Jason Mraz's Beautiful Mess – Live on Earth                                                       | - Phát hành: 6 tháng 11 năm 2009 - Hãng đĩa: Atlantic - Định dạng: CD, tải kĩ thuật số | 35                       | 84                       | 99                       | 110                      | 53                       |
| "—" Album không có mặt trên bảng xếp hạng hoặc không phát hành ở quốc gia đó.                     |                                                                                        |                          |                          |                          |                          |                          |

### Album video
| Tên                                                        | Chi tiết                                                              |
| ---------------------------------------------------------- | --------------------------------------------------------------------- |
| Tonight, Not Again: Jason Mraz Live at the Eagles Ballroom | - Phát hành: 24 tháng 8 năm 2004 - Hãng đĩa: Elektra - Định dạng: DVD |

### Đĩa mở rộng
| Tên                                                                                 | Chi tiết                                                                           | Vị trí xếp hạng cao nhất | Vị trí xếp hạng cao nhất |
| Tên                                                                                 | Chi tiết                                                                           | Mỹ                       | Canada                   |
| ----------------------------------------------------------------------------------- | ---------------------------------------------------------------------------------- | ------------------------ | ------------------------ |
| A Jason Mraz Demonstration                                                          | - Phát hành: 1999 - Formats: CD                                                    | —                        | —                        |
| From the Cutting Room Floor                                                         | - Phát hành: 30 tháng 8 năm 2001 - Định dạng: CD                                   | —                        | —                        |
| On Love, In Sadness (The E Minor EP in F)                                           | - Phát hành: 25 tháng 10 năm 2001 - Định dạng: CD                                  | —                        | —                        |
| Extra Credit                                                                        | - Phát hành: 2005 - Hãng đĩa: Atlantic - Định dạng: CD, tải kĩ thuật số            | —                        | —                        |
| Jimmy Kimmel Live: Jason Mraz                                                       | - Phát hành: 22 tháng 3 năm 2005 - Hãng đĩa: Atlantic - Định dạng: Tải kĩ thuật số | —                        | —                        |
| Geekin' Out Across the Galaxy                                                       | - Phát hành: 21 tháng 2 năm 2006 - Hãng đĩa: Atlantic - Định dạng: Tải kĩ thuật số | —                        | —                        |
| iTunes Live: London Sessions                                                        | - Phát hành: 17 tháng 3 năm 2008 - Hãng đĩa: Atlantic - Định dạng: Tải kĩ thuật số | —                        | —                        |
| We Sing.                                                                            | - Phát hành: 18 tháng 3 năm 2008 - Hãng đĩa: Atlantic - Định dạng: Tải kĩ thuật số | 101                      | —                        |
| We Dance.                                                                           | - Phát hành: 15 tháng 4 năm 2008 - Hãng đĩa: Atlantic - Định dạng: Tải kĩ thuật số | 52                       | —                        |
| We Steal Things.                                                                    | - Phát hành: 13 tháng 5 năm 2008 - Hãng đĩa: Atlantic - Định dạng: Tải kĩ thuật số | —                        | —                        |
| Yours Truly: The I'm Yours Collection                                               | - Phát hành: 14 tháng 7 năm 2009 - Hãng đĩa: Atlantic - Định dạng: Tải kĩ thuật số | —                        | —                        |
| Life Is Good                                                                        | - Phát hành: 4 tháng 10 năm 2010 - Hãng đĩa: Atlantic - Định dạng: Tải kĩ thuật số | 39                       | —                        |
| Live Is a Four Letter Word                                                          | - Phát hành: 28 tháng 2 năm 2012 - Hãng đĩa: Atlantic - Định dạng: Tải kĩ thuật số | 56                       | 47                       |
| "—" Dĩa mở rộng không có mặt trên bảng xếp hạng hoặc không phát hành ở quốc gia đó. |                                                                                    |                          |                          |

## Đĩa đơn

### Đĩa đơn
| Tên                                                                             | Năm  | Vị trí xếp hạng cao nhất | Vị trí xếp hạng cao nhất | Vị trí xếp hạng cao nhất | Vị trí xếp hạng cao nhất | Vị trí xếp hạng cao nhất | Vị trí xếp hạng cao nhất | Vị trí xếp hạng cao nhất | Vị trí xếp hạng cao nhất | Vị trí xếp hạng cao nhất | Vị trí xếp hạng cao nhất | Chứng nhận | Thuộc album                                                                                       |
| Tên                                                                             | Năm  | Mỹ                       | Úc                       | Áo                       | Canada                   | Đức                      | Hà Lan                   | New Zealand              | Thụy Điển                | Thụy Sĩ                  | Anh                      | Chứng nhận | Thuộc album                                                                                       |
| ------------------------------------------------------------------------------- | ---- | ------------------------ | ------------------------ | ------------------------ | ------------------------ | ------------------------ | ------------------------ | ------------------------ | ------------------------ | ------------------------ | ------------------------ | --- | ------------------------------------------------------------------------------------------------- |
| "The Remedy (I Won't Worry)"                                                    | 2003 | 15                       | 63                       | —                        | —                        | —                        | 89                       | 32                       | —                        | —                        | 79                       | | Waiting for My Rocket to Come                                                                     |
| "Curbside Prophet"                                                              | 2004 | —                        | —                        | —                        | —                        | —                        | —                        | —                        | —                        | —                        | —                        | | Waiting for My Rocket to Come                                                                     |
| "You and I Both"                                                                | 2004 | 110                      | —                        | —                        | —                        | —                        | —                        | —                        | —                        | —                        | —                        | | Waiting for My Rocket to Come                                                                     |
| "Wordplay"                                                                      | 2005 | 81                       | —                        | —                        | —                        | —                        | —                        | —                        | —                        | —                        | —                        | | Mr. A–Z                                                                                           |
| "Did You Get My Message?" (có sự tham gia của Rachael Yamagata)                 | 2005 | —                        | —                        | —                        | —                        | —                        | —                        | —                        | —                        | —                        | —                        | | Mr. A–Z                                                                                           |
| "Geek in the Pink"                                                              | 2006 | —                        | —                        | —                        | —                        | —                        | —                        | —                        | —                        | —                        | 128                      | | Mr. A–Z                                                                                           |
| "The Beauty in Ugly"                                                            | 2007 | 115                      | —                        | —                        | —                        | —                        | —                        | —                        | —                        | —                        | —                        | | Selections for Friends – Live from: Schubas Tavern, Chicago, Montalvo Winery, Saratoga California |
| "I'm Yours"                                                                     | 2008 | 6                        | 3                        | 2                        | 3                        | 8                        | 9                        | 1                        | 1                        | 5                        | 11                       | - Mỹ: 6× Bạch kim - Úc: 3× Bạch kim - Đức: Vàng - Áo: Vàng - Thụy Điển: Vàng - MC: 4× Bạch kim - New Zealand: 2× Bạch kim | We Sing. We Dance. We Steal Things.                                                               |
| "Make It Mine"                                                                  | 2008 | —                        | —                        | —                        | —                        | 100                      | 48                       | —                        | 24                       | —                        | 82                       | | We Sing. We Dance. We Steal Things.                                                               |
| "Lucky" (with Colbie Caillat)                                                   | 2009 | 48                       | —                        | 44                       | 56                       | 22                       | 9                        | —                        | —                        | 21                       | 149                      | - Mỹ: Vàng - Canada: Vàng                                                                                                 | We Sing. We Dance. We Steal Things.                                                               |
| "I Won't Give Up"                                                               | 2012 | 8                        | —                        | 22                       | 11                       | —                        | 3                        | —                        | —                        | 34                       | 13                       | - Canada: Bạch kim | Love Is a Four Letter Word                                                                        |
| "—" Đĩa đơn không có mặt trên bảng xếp hạng hoặc không phát hành ở quốc gia đó. |      |                          |                          |                          |                          |                          |                          |                          |                          |                          |                          | |                                                                                                   |

### Đĩa đơn hợp tác
| Tên                                                                             | Năm  | Vị trí xếp hạng cao nhất | Thuộc album           |
| Tên                                                                             | Năm  | Hàn Quốc                 | Thuộc album           |
| ------------------------------------------------------------------------------- | ---- | ------------------------ | --------------------- |
| "Let's Get Lost" (Two Spot Gobi hợp tác với Jason Mraz)                         | 2009 | —                        | Không thuộc album nào |
| "Love Love Love" (Hope hợp tác với Jason Mraz)                                  | 2010 | 45                       | Không thuộc album nào |
| "—" Đĩa đơn không có mặt trên bảng xếp hạng hoặc không phát hành ở quốc gia đó. |      |                          |                       |

### Đĩa đơn quảng bá
| Tên                                                                             | Năm  | Vị trí xếp hạng cao nhất | Thuộc album                |
| Tên                                                                             | Năm  | Canada                   | Thuộc album                |
| ------------------------------------------------------------------------------- | ---- | ------------------------ | -------------------------- |
| "The World as I See It"                                                         | 2011 | —                        | Love Is a Four Letter Word |
| "The Freedom Song"                                                              | 2012 | —                        | Love Is a Four Letter Word |
| "93 Million Miles"                                                              | 2012 | —                        | Love Is a Four Letter Word |
| "Everything Is Sound"                                                           | 2012 | 88                       | Love Is a Four Letter Word |
| "—" Đĩa đơn không có mặt trên bảng xếp hạng hoặc không phát hành ở quốc gia đó. |      |                          |                            |

## Các bài hát khác
| Tên                                                                             | Năm  | Vị trí xếp hạng cao nhất | Vị trí xếp hạng cao nhất | Vị trí xếp hạng cao nhất | Vị trí xếp hạng cao nhất | Thuộc album                         |
| Tên                                                                             | Năm  | Mỹ                       | Canada                   | Đức                      | Hà Lan                   | Thuộc album                         |
| ------------------------------------------------------------------------------- | ---- | ------------------------ | ------------------------ | ------------------------ | ------------------------ | ----------------------------------- |
| "Mr. Curiosity"                                                                 | 2005 | —                        | —                        | 44                       | —                        | Mr. A–Z                             |
| "Butterfly"                                                                     | 2008 | —                        | —                        | —                        | 76                       | We Sing. We Dance. We Steal Things. |
| "Details in the Fabric" (song ca với James Morrison)                            | 2008 | —                        | 62                       | —                        | —                        | We Sing. We Dance. We Steal Things. |
| "If It Kills Me"                                                                | 2008 | 92                       | 74                       | —                        | —                        | We Sing. We Dance. We Steal Things. |
| "—" Ca khúc không có mặt trên bảng xếp hạng hoặc không phát hành ở quốc gia đó. |      |                          |                          |                          |                          |                                     |

## Xuất hiện khác
| Năm  | Tên                                                            | Thời lượng | Album                                                                  |
| ---- | -------------------------------------------------------------- | ---------- | ---------------------------------------------------------------------- |
| 2004 | "Curbside Prophet '04"                                         | 3:55       | New York Minute Soundtrack                                             |
| 2004 | "I Melt with You"                                              | 3:36       | 50 First Dates Soundtrack                                              |
| 2004 | "Summer Breeze"                                                | 4:27       | Everwood: Original TV Soundtrack                                       |
| 2005 | "Dramatica Mujer (Not So Usual)"                               | —          | Humo de Tabaco (với Alex Cuba Band)                                    |
| 2005 | "Shy That Way" (với Tristan Prettyman)                         | 3:30       | Twenty Three                                                           |
| 2005 | "Unravel"                                                      | —          | Hear Music XM Radio Sessions Volume 1                                  |
| 2005 | "The Boy's Gone"                                               | —          | Hear Music XM Radio Sessions Volume 1                                  |
| 2005 | "Plain Jane"                                                   | —          | Hear Music XM Radio Sessions Volume 1                                  |
| 2005 | "Keep on Hoping" (với Raul Midon)                              | 4:32       | State of Mind                                                          |
| 2005 | "A Hard Rain's A-Gonna Fall"                                   | 8:12       | Listen to Bob Dylan: A Tribute                                         |
| 2006 | "Rainbow Connection"                                           | 5:00       | For the Kids Too                                                       |
| 2007 | "The Joker/Everything I Own"                                   | 4:06       | Happy Feet soundtrack (với Chrissie Hynde)                             |
| 2007 | "Slummin' in Paradise" (Hát nền cho Mandy Moore)               | 4:12       | Wild Hope                                                              |
| 2007 | "The Beauty in Ugly" (Phiên bản cho soundtrack của Ugly Betty) | 2:32       | Selections for Friends                                                 |
| 2008 | "Something to Believe In" (với Van Hunt và Jon McLaughlin)     | 4:01       | Randy Jackson's Music Club, Vol. 1                                     |
| 2008 | "Silent Love Song"                                             | 3:16       | Fire Relief: A Benefit for the Victims of the 2007 San Diego Wildfires |
| 2008 | "Long Road to Forgiveness" (với Brett Dennen)                  | 4:11       | Songs for Survival                                                     |

## Video âm nhạc
| Năm  | Ca khúc                        | Album                                                                     |
| ---- | ------------------------------ | ------------------------------------------------------------------------- |
| 2003 | "The Remedy (I Won't Worry)"   | Waiting for My Rocket to Come                                             |
| 2004 | "Curbside Prophet" (Trực tiếp) | Waiting for My Rocket to Come                                             |
| 2004 | "You and I Both"               | Waiting for My Rocket to Come                                             |
| 2005 | "Wordplay"                     | Mr. A-Z                                                                   |
| 2005 | "Geek in the Pink"             | Mr. A-Z                                                                   |
| 2007 | "The Beauty in Ugly"           | Selections for Friends                                                    |
| 2008 | "I'm Yours"                    | We Sing. We Dance. We Steal Things                                        |
| 2008 | "Make It Mine"                 | We Sing. We Dance. We Steal Things                                        |
| 2009 | "Lucky" (với Colbie Caillat)   | We Sing. We Dance. We Steal Things                                        |
| 2009 | "Suerte" (với Ximena Sariñana) | We Sing. We Dance. We Steal Things. (Phiên bản phát hành lại ở Mỹ Latinh) |